# 무당파 (도교)
무당파(武當派)는 13세기 원나라 때 장삼풍이 만든 도교의 종파이다.
장삼풍은 요동 의주 사람으로 알려져 있다. 의주는 현재 중국땅 북진시로 비정되는 곳이다. 도교라는 단어를 처음 사용한 것은, 도교의 창시자라는 5세기 북위의 구겸지인데, 북위는 선비족이 세운 나라로 알려져 있다. 5세기 북위의 소림사에서 보리달마가 창시한 불교 무술에 견주어, 도교 종파 중에서는 가장 최대 파벌이 장삼풍의 무당파라고 나온다. 현재 중국 양대 권법은 소림권과 태극권이다.
현재 아시안 게임과 올림픽의 우슈에서 태극권이 무당파의 무술이라고 알려져 있다. 태극권은 광장에서 수많은 남녀노소가 느리게 체조처럼 하는 것으로 자주 보도된다. 영화 와호장룡에서 주윤발이 무당파의 마지막 도사로 등장한다. 무당산은 1994년 세계문화유산으로 지정되었다.

## 같이 보기
- 김용 (1924년) - 무협소설이 유명하다.
- 태극검법 - 무당파의 태극검법은 올림픽 종목이다. 태극권과 같은 동작인데 검만 든 점이 다르다.
- 태극권 - 올림픽 종목 태극권을 장삼풍이 만들었다는 설이 있으나 진씨집안의 무술로 내려온 것을 볼 때 신뢰하기 어렵다.
- 단전
- 무당파 (무협)